# Spomenik žrtvama komunizma u Washingtonu
Spomenik žrtvama komunizma u Washingtonu je spomenik u Washingtonu a nalazi se u blizini Kapitola
Spomenik je podignut u spomen na 100 milijuna žrtava socijalistčkih i komunističkih režima. Sastoji se od tri metra visoke brončana kopije kipa božice demokracije, koju su podignuli studenti tijekom prosvjeda Tiananmenskom trgu 1989. u Pekingu.
Spomenik je službeno otkriven 12. lipnja 2007.

## Vanjske poveznice
- Službene stranice Zaklade sjećanja na žrtve komunizma (engl.)